# Sokratis Dioudis
Sokratis Dioudis (en hebreo: Σωκράτης Διούδης‎; Salónica, 3 de febrero de 1993) es un futbolista griego que juega en la demarcación de portero para el Gaziantep F. K. de la Superliga de Turquía.

## Selección nacional
Tras jugar en la selección de fútbol sub-17 de Grecia, la sub-19, en la sub-20 y en la sub-21, finalmente hizo su debut con la selección absoluta el 7 de octubre de 2020 en un partido amistoso contra Austria que finalizó con un resultado de 2-1 tras el gol de Kostas Fortounis para Grecia, y de Adrian Grbić y Christoph Baumgartner para Austria.

## Clubes
| Club                | País    | Año       | Partidos | Goles |
| ------------------- | ------- | --------- | -------- | ----- |
| Aris Salónica F. C. | Grecia  | 2011-2014 | 46       | 0     |
| Club Brujas         | Bélgica | 2014-2015 | 0        | 0     |
| Panionios de Atenas | Grecia  | 2015-2016 | 24       | 0     |
| Aris Salónica F. C. | Grecia  | 2016-2017 | 34       | 0     |
| Panathinaikos F. C. | Grecia  | 2017-2023 | 125      | 0     |
| Zagłębie Lubin      | Polonia | 2023-2024 | 36       | 0     |
| Gaziantep F. K.     | Turquía | 2024-     | 21       | 0     |

## Palmarés

### Campeonatos nacionales
| Título          | Club                | País    | Año  |
| --------------- | ------------------- | ------- | ---- |
| Copa de Bélgica | Club Brujas         | Bélgica | 2015 |
| Copa de Grecia  | Panathinaikos F. C. | Grecia  | 2022 |